# Sergej Vyšedkevič
Sergej Iosifovič Vyšedkevič (in russo Сергей Иосифович Вышедкевич?; Dedovsk, 3 gennaio 1975) è un ex hockeista su ghiaccio russo.

## Palmarès

### Mondiali
- 2 medaglie:
  - 1 argento (Svezia 2002)
  - 1 bronzo (Austria 2005)